# Arne Dankers
Arne Dankers, född den 1 juni 1980 i Ottawa, Kanada, är en kanadensisk skridskoåkare.
Han tog OS-silver i herrarnas lagtempo i samband med de olympiska skridskotävlingarna 2006 i Turin.